# Baniana sexmaculata
Baniana sexmaculata är en fjärilsart som beskrevs av Holland. Baniana sexmaculata ingår i släktet Baniana och familjen nattflyn. Inga underarter finns listade i Catalogue of Life.